# Svatý rok 1950
Jubilejní Svatý rok 1950 (22. řádné univerzální jubileum), který navázal na předchozí řadu Svatých roků, byl vyhlášen 26. května 1949 byl bulou Jubilaeum Maximum. Během jubilejních oslav papež Pius XII. vyhlásil dogma o Nanebevzetí Panny Marie a přeměnil kardinálské kolegium na jakousi univerzální reprezentaci katolického světa, přičemž drasticky snížil italskou účast a zvýšil počet kardinálů z jiných národů. V průběhu roku se poprvé skutečně projevila moderní masová náboženská turistika. De Gasperiho italská vláda usilovně pracovala na tom, aby zajistila odpovídající zázemí pro miliony poutníků, kteří dostali „poutnickou kartu“, jež byla v rámci Itálie uznávána jako stejně platná jako cestovní pas.

## Pozadí

### Pius XII. a II. světová válka
Na svátek bl. Anežky České 2. března 1939 a v den svých 63. narozenin kardinál Eugenio Pacelli, státní sekretář papeže Pia XI., byl zvolen jeho nástupcem. Bylo to konkláve nejkratší v dějinách, neboť trvalo pouhých 24 hodin. Mezi voliči byl i pražský arcibiskup kardinál Karel Kašpar. Svůj program do tří slov: „Následovat pravdu s láskou.“ Slavnostní korunovace se konala v den sv. Řehoře Velikého, 12. března 1939. Nad budoucností světa se však už stahovaly válečné mraky. Bylo to poslední pokojné shromáždění světa před II. světovou válkou. Zvláštní přídech dostala tehdy slova starobylého rituálu, pronášená v okamžiku, kdy byla před papežem na zlaté tyči pálena koudel: „Svatý Otče, tak pomíjí sláva světa.“ Takřka prorocky vyzněla i výzva, s níž mu vkládal kardinál protodiakon na hlavu těžkou papežskou korunu: „Přijmi tiaru zdobenou třemi korunami a věz, že jsi otcem knížat a králů, usměrňovatelem světa, zástupcem našeho Spasitele na zemi, jemuž je čest a sláva na věky věků.“ Celý svět ji mohl slyšet, neboť poprvé v dějinách byl korunovační obřad vysílán do všech zemí Vatikánským rozhlasem.

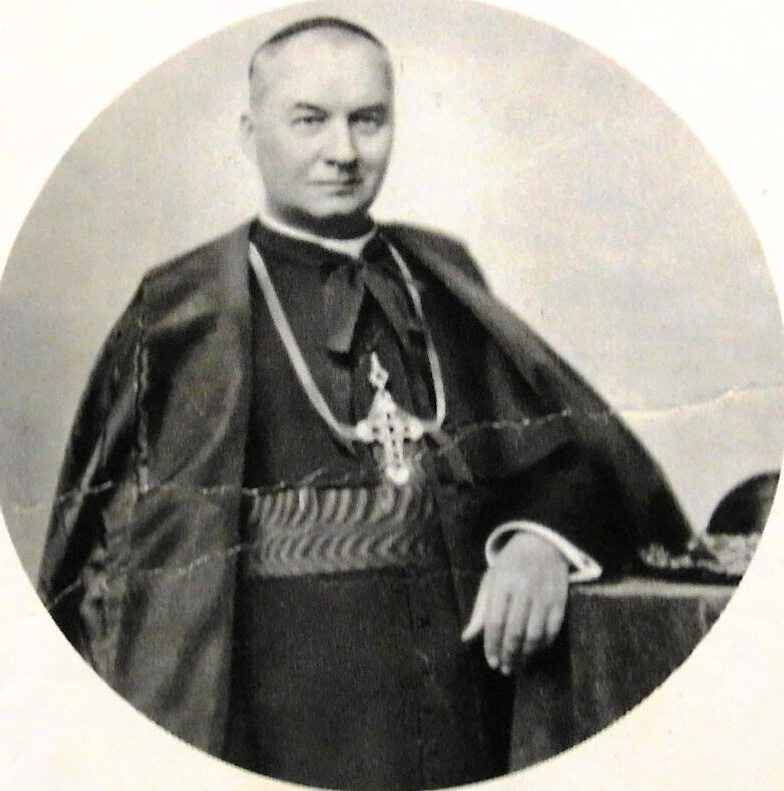
Pražský arcibiskup kardinál Karel Kašpar v letech 1931–1941

Když tři dny po korunovaci přepadla vojska hitlerovského Německa Čechy a Moravu, učinila tak konec tomu, co ještě zbylo z Československé republiky. Pius XII. projevil kardinálu Kašparovi svou osobní účast stejně jako to udělal předtím Pius XI. vyslovil svůj nesouhlas s mnichovskou dohodou a své sympatie k postižené zemi. Od počátku pontifikátu se Pius XII. neustával zasazovat o záchranu míru ve světě, válce však zabránit nemohl. V roce 1939 opatření na ochranu Itálie a udělil odpustky těm, kteří vyslechli jeho požehnání. Psal okružní dopisy, v nichž zdůrazňoval jednotu lidstva v církvi a poskytoval pokyny pro biblisty. Během II. světové války hrozil papeži Piovi XII. únos režimem Adolfa Hitlera, ale on se rozhodl zůstat v Římě, aby chránil obyvatele města.

### „Andělský pastýř“ a „ochránce města“
Během chaosu, který nastal po kapitulaci Itálie Spojencům za II. světové války, ovládla německá vojska neosvobozená území a bránila postupu spojeneckých sil. Zničené opatství Montecassino sloužilo jako jasná připomínka potenciální zkázy, k níž mohlo dojít v Římě. Protože žádná vládnoucí autorita nebyla schopna zasáhnout, obrátily se zraky všech k papeži Piovi XII., poslední zbývající morální autoritě v Římě. Pius XII. sice nedokázal vyjednat mír pro celou Itálii, ale podařilo se mu na jaře 1944 dosáhnout uznání Říma jako otevřeného města oběma stranami konfliktu. Stejně jako jeho předchůdce sv. Lev Veliký, který zabránil zničení města Attilou, zachránil Pius XII. Řím před další devastací a zajistil městu světlejší budoucnost.
Pius XII., papež římskokatolické církve, byl Římany nejen uctíván jako „andělský pastýř“, ale také oslavován jako „ochránce města“. Tento titul, pocházející ze starověkých římských městských komunit, byl udělován někomu, kdo chránil slabší členy společnosti před těmi mocnějšími. Svými činy Pius XII. překročil pouhé zajištění bezpečnosti fyzických struktur a rozšířil svou ochranu na celé křesťanské dědictví. Giovanni Leone, předseda italského parlamentu, popsal, jak Pius XII. hájil důstojnost každého jednotlivce proti všem formám totalitarismu, chránil svobodu a mírový pokrok národů před nebezpečím nacionalismu a zasazoval se o autonomii lidského ducha a posvátnou povahu duše uprostřed pronikajícího vlivu technického pokroku. Obhajoba Pia XII. daleko přesahovala hmatatelné aspekty a zahrnovala základní hodnoty a principy, které jsou základem lidské existence.

## Příprava na Svatý rok
Ve stejném městě Řím, který sám uchránil před zkázou, slavil Pius XII. v roce 1950 Svatý rok. Poprvé se o svém úmyslu slavit Svatý rok zmínil v den svého svátku 2. června 1948 kardinálům, kteří mu přišli blahopřát. Ač druhá II. válka porazila nacismus a fašismus, jež ji vyvolaly, přece nevyřešila jiná nebezpečí narušující pokojné lidské soužití. Velká část světa však žila v míru, a tím byly vytvořeny i příznivé podmínky k pečlivě plánovaným přípravám. Z tohoto hlediska Svatý rok 1950 předčil všechny předcházející Svaté roky. 12. července 1948 vyhlásil Pius XII. úmysly Svatého roku, totiž posvěcení modlitbou, pokáním a neochvějnou vírou v Krista a jeho církev, věc všeobecného míru ve světě a ochranu posvátných míst ve Svaté zemi, obranu církve proti obnoveným útokům jejích nepřátel a dosažení pravé víry bloudícím, nevěřícím a ateistům, i uskutečnění sociální spravedlnosti a pomoci prostým a potřebným.

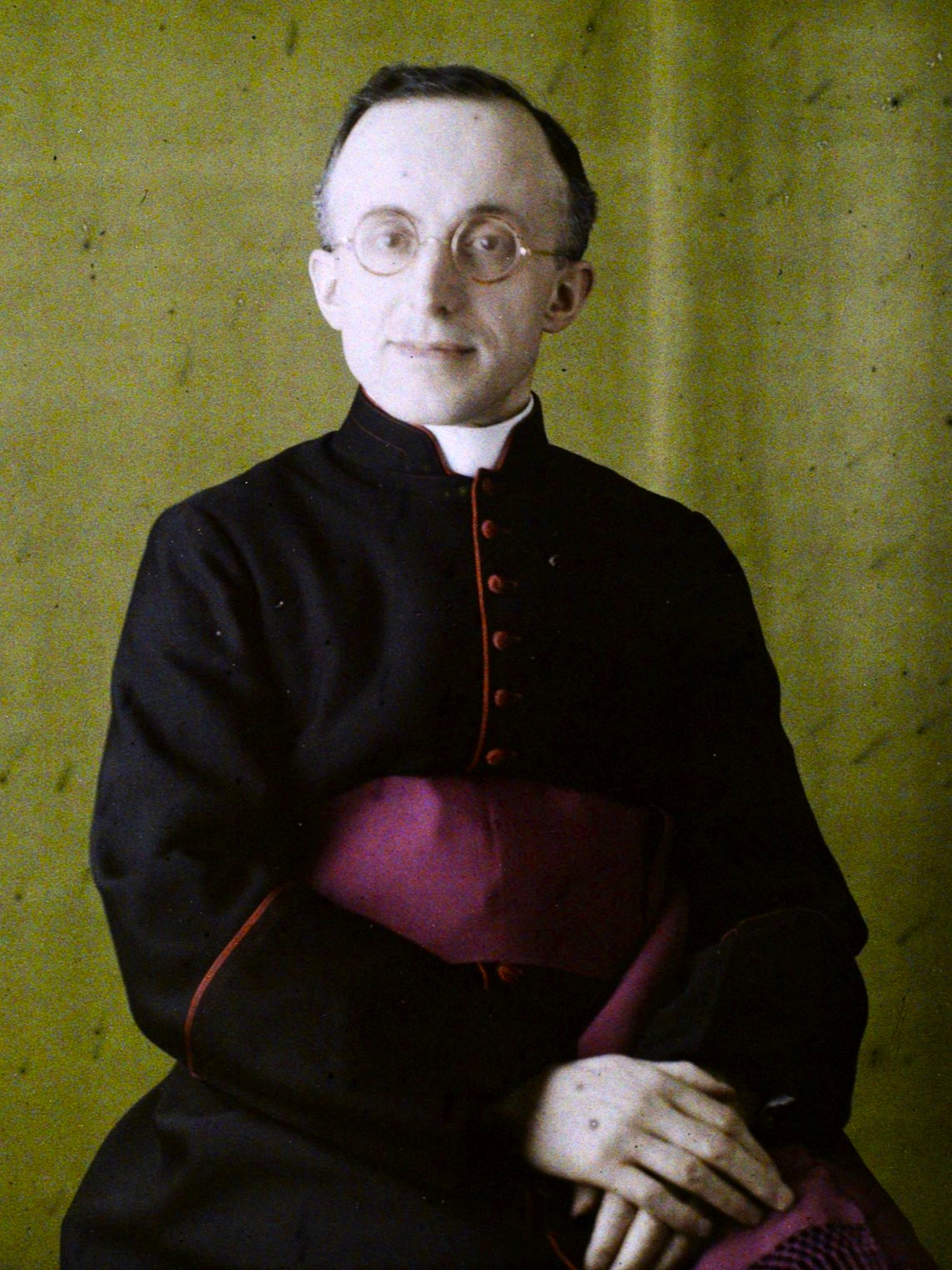
Kardinál Valerio Valeri, předseda Ústředního výboru pro slavení Svatého roku

Ústřední výbor pro slavení Svatého roku byl jmenován 28. června 1948. Předsedou se stal arcibiskup, pozdější kardinál Valerio Valeri, členem mj. monsignor Giovanni Battista Montini, pozdější papež Pavel VI., a bylo v něm i pět členů římské šlechty – vesměs úředníků vatikánského státu. Výkonným orgánem Ústředního výboru bylo pět komisí: pro duchovní pomoc poutníkům, pro sjezdy, pro výstavy, pro posvátnou hudbu a pro záležitosti technické a finanční. Mimo to ve většině zemí světa se ustavily místní výbory národní, jež měly ve spojení s Ústředním výborem na místě organizovat národní pouti. Takové výbory existovaly nejen v některých východoevropských zemích, např. v Polsku a Maďarsku, ale též v Hongkongu, ve Vietnamu a jinde.
Úřední Bulletin Svatého roku, který kromě informací o programu a průběhu oslav přinášel také organizační pokyny, začal Ústřední výbor začal vydávat v lednu 1949. Hlavním motivem barevného oficiálního plakátu byl bílý obelisk stojící před bazilikou svatého Petra s nápisem: „Nechť tento Svatý rok je pro lidskou rodinu předzvěstí nového údobí v míru, blahobytu a pokroku.“ Nápis s obeliskem tvořil veliký kříž a byl vytištěn v mnoha jazycích. Pro poutníky byla připravena i takzvaná složka poutníka obsahující poutnickou legitimaci, blok s kupóny na různé slevy, malá příručka se zpěvy a modlitbami pro pouť Svatého roku, malý průvodce Římem s plánem města a kovový poutnický odznak, 415 tun obálek – asi třicet vagonů – bylo rozesláno do celého světa místním výborům. Jejich režijní cena daleko vyvážila všechny výhody, jež poutníkům poskytovaly.

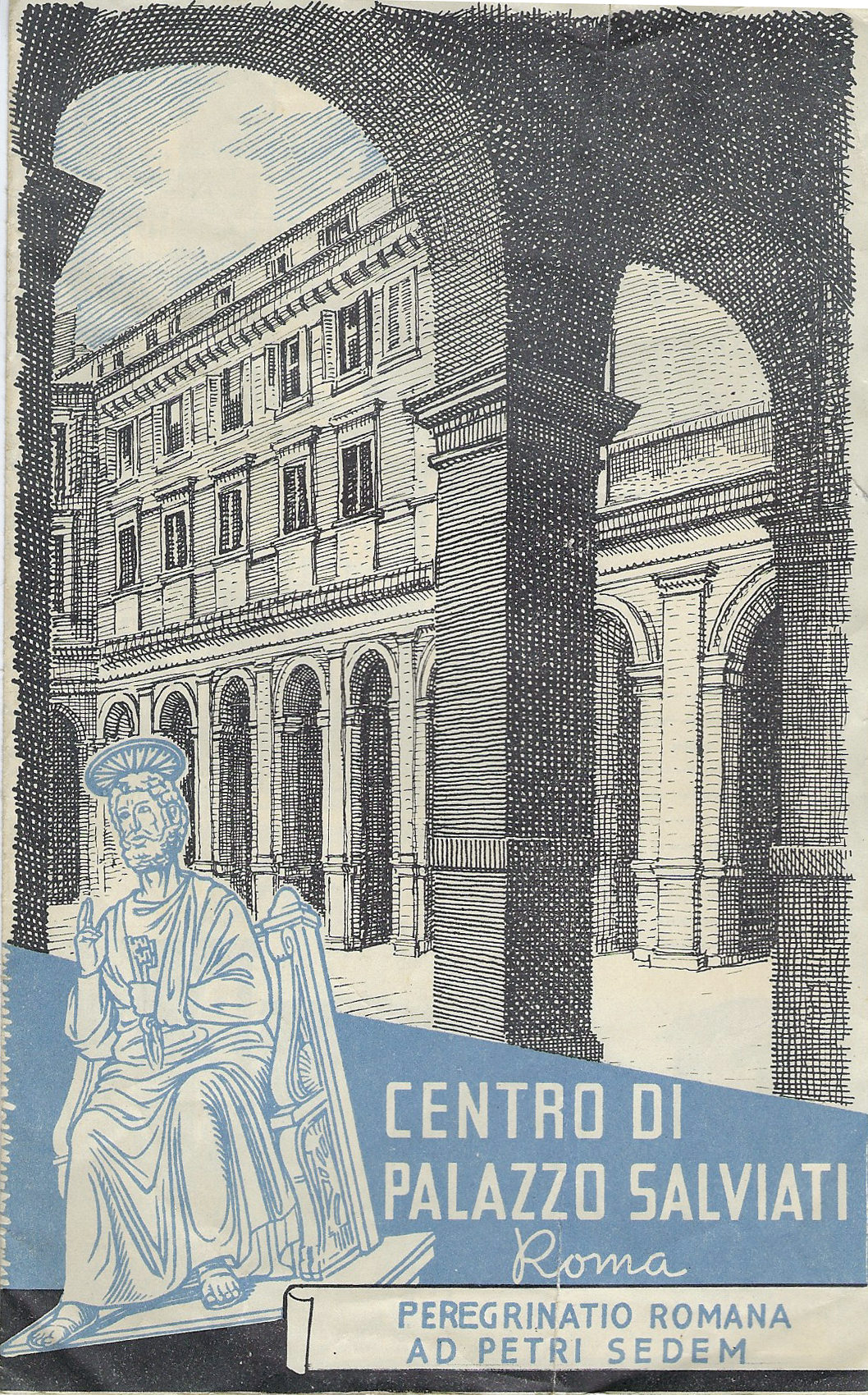
Leták Palazzo Salvati jako přijímacího střediska pro poutníky Svatého roku 1950

Poutnická legitimace nejen opravňovala na železniční slevu na italských  drahách ve výši 40 procent pro jednotlivce a až 70 procent pro skupiny, ale získávala podobné slevy i jinde, ba dokonce řada zemí uznala legitimaci jako platný cestovní dokument místo cestovního pasu na cestu do Říma, neboť v poválečných letech nebylo ještě možno získat všude pasy rychle a bez zdlouhavých formalit. Bylo připraveno celkem na dva miliony obálek pro poutníky. Také letecké společnosti poskytly skupinám poutníků až padesátiprocentní slevu, jednotlivcům desetiprocentní. Tak jako kdysi bratrstva se starala o pomoc poutníkům, v roce 1950 převzala na sebe tento úkol organizace Peregrinatio Romana ad Petri sedem – technický orgán Ústředního výboru Svatého roku – která udržovala na římských nádražích a jiných bodech, kam přijížděli poutníci, čtyřiadvacetihodinovou bezplatnou službu, podávala informace, zajišťovala noclehy atd. Během Svatého roku takto pomohla 1 229 367 poutníkům.
Podle starobylé tradice předal Pius XII. prelátům, kterým tradičně příslušelo veřejně přečíst bulu vyhlašující Svatý rok v předsíních čtyř hlavních bazilik, a zástupcům Ústředního výboru Svatého roku v den svátku Nanebevstoupení Páně, 26. května 1949, originál buly. V krátkém projevu mj. prohlásil: „I když hříchy lidí jsou překážkou k tomu, aby bylo možno vstoupit do nastávajícího jubilejního roku za stavu konečného a všeobecného míru, zbaveného jakékoliv hrozivé nejistoty, nechť aspoň modlitby a kající skutky, jimiž věřící mohou zadostiučinit Boží spravedlnosti, aby tak doplnili utrpení Kristovo, přispějí k tomu, aby lidské pokolení dosáhlo skutečné svornosti srdcí a onoho skutečného míru, který jen Bůh může udělit.“
Krátký proslov Pia XII. byl jen ohlasem myšlenek buly, již hned nato přečetl v předsíni svatopetrské baziliky monsignor Carinci, děkan papežských protonotářů, který o řadu let později oslavil své sté narozeniny během Druhého vatikánského sněmu jako nejstarší ze sněmovních Otců. Ne bezdůvodně zdůraznil Pius XII. v bule mezi úmysly Svatého roku, že věřící mají „prosit Krista, aby věrnost jemu a církvi byla zachována všemi a aby byla uchována i práva církve proti léčkám a nástrahám a pronásledování“.

### Pronásledování církve v komunistických zemích
Pius XII. se v projevech dotýkal stále vzrůstajících těžkostí ve vztazích mezi církví a některými východoevropskými státy. Neboť zatímco se svobodný svět připravoval nadšeně oslavit Svatý rok, polští biskupové byli nuceni své věřící varovat pastýřskými listy před vzrůstajícím tlakem ateistické propagandy, v únoru 1949 byl odsou- zen do vězení maďarský primas kardinál Mindszenty a v Rumunsku byli uvězněni ti biskupové, kteří ještě byli na svobodě.

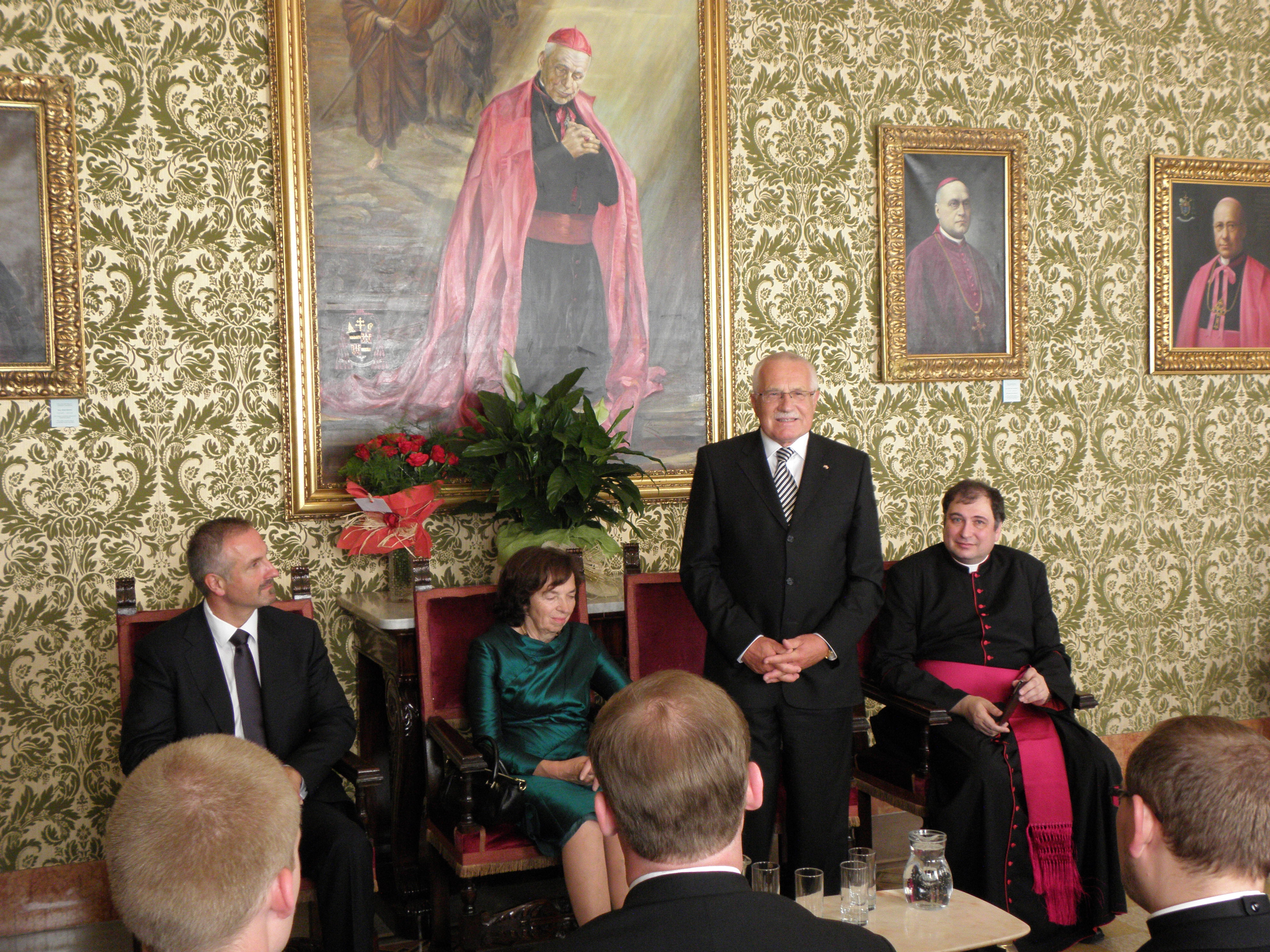
Obraz modlícího se kardinála Berana na stěně papežské koleje Nepomucenum při návštěvě prezidenta Václava Klause (stojící) 30. 5. 2009. Po pravici prezidenta Livia Klausová a velvyslanec ČR u Svatého stolce Pavel Vošalík. Po prezidentově levé ruce sedí rektor Nepomucena Jan Mráz.

V Československu byla situace neméně vážná. 29. dubna 1948 žádali všichni biskupové prezidenta Gottwalda po ujištění, že i nadále chtějí plnit své povinnosti vůči Bohu a státu, aby byla zastavena pomlouvačná kampaň proti církvi a Svatému Otci v rozhlase a tisku, aby byl svobodně vydáván katolický tisk, aby bylo možno se svobodně shromažďovat k náboženským úkonům a aby stát učinil majetkové urovnání s církví, neboť toto vše porušuje náboženskou svobodu. Biskupové se bránili znovu a znovu proti dalším administrativním zásahům ze strany státu jak memorandy příslušným vládním činitelům, tak pastýřskými listy, aby informovali a varovali katolické věřící. Tak už 28. května museli prohlásit, že některé kdysi katolicky orientované listy nejsou už noviny katolické, a když měla být založena státními orgány takzvaná Katolická akce bez biskupů, varovali v červnu i před ní. 20. června 1949 vydalo i Svaté oficium v Římě dekret, který opakoval jen to, co arcibiskup Beran konstatoval ve svém oběžníku čteném 19. června, že příslušníci této Katolické akce jsou podle platných církevních zákonů vyloučeni z církve. Dekret Svatého oficia zdůvodnil své upozornění těmito slovy: „V těchto dnech založili odpůrci katolické církve v Československu podvodně falešnou Katolickou akci, jejímž prostřednictvím se snaží přimět katolíky oné republiky ke vzpouře proti katolické církvi a k odepření poslušnosti oprávněným pastýřům církve. Tato akce je tím ničemnější, nakolik se její organizátoři neostýchají donutit mnohé násilím nebo podvodem se do ní zapsat. Dosáhli dokonce takové troufalosti, že vložili na seznam členů a zveřejnili jména mnoha kněží a laiků, kteří se k ní nikdy nepřidali, ale naopak s ní vyjádřili svůj nesouhlas.“
1. července 1949 vydalo Svaté oficium, ve snaze zabránit uměle vyvolaným zmatkům, další dekret ve formě otázek a odpovědí, v němž prohlašuje, že není katolíkům dovoleno stát se členy komunistické strany, neboť komunismus je materialistický, bezbožecký a protikřestanský, že ze stejného důvodu není jim dovoleno tisknout, šířit nebo číst komunistický tisk, že takoví nemohou být připuštěni ke svátostem a že ti z nich, kteří vyznávají a především propagují takovou nauku, propadají trestům církevního práva jako odpadlíci, tj. vyloučení z církve. 11. srpna Svaté oficium znovu odpovědělo na dotaz týkající se svátosti manželství, kde vzhledem k zvláštní povaze této svátosti za určitých okolností může asistovat katolický kněz – jako v případě smíšených manželství, kde jedna strana není katolík.
Navzdory těmto bolestným událostem pokračovaly přípravy na Svatý rok nerušeně. Už 10. července vydal Pius XII. stejně jako jeho předchůdci tři buly upravující podmínky získání odpustků mimo Řím a poskytující mimořádné pravomoci zpovědníkům v Římě. V říjnu bylo též oznámeno, že hymnus složený Charlesem Gounodem k zlatému kněžskému jubileu Pia IX. v roce 1869 (byl tehdy předveden papeži sedmi kapelami různých vojenských útvarů papežského státu na náměstí Svatého Petra 11. dubna), se stává úřední hymnou Vatikánského státu.

## Zahájení Svatého roku
Den zahájení Svatého roku se přiblížil. 15. prosince vydal Pius XII. dovolení sloužit po celém světě 1. ledna 1950 půlnoční mše svaté, 18. prosince byla podruhé čtena v předsíni Svatopetrské baziliky bula Svatého roku, 21. prosince vyšly zvláštní vatikánské známky a téhož dne konal Pius XII. tajnou konzistoř, v níž jmenoval tři kardinály legáty k otevření Svatých bran ve třech patriarchálních bazilikách. Byl mezi nimi i kardinál Klement Micara, někdejší první nuncius v Československé republice. V promluvě řekl papež kardinálům: „ Ano, spatříme velikou podívanou, a to nejen My, nejen Římané, ale též všichni ti, kteří jsou kdekoliv na světě vedeni správným myšlením a úsudkem. Neboť všichni spatří, že jen Ježíš Kristus a církev jím založená mohou lidem vrátit mír, mír trvalý a upřímný. Tento mír, tato trvalá svornost ducha nemůže totiž vyrůst než z křesťanského svědomí, které je ve shodě s Božím učením a je živeno Jeho milostí ... “

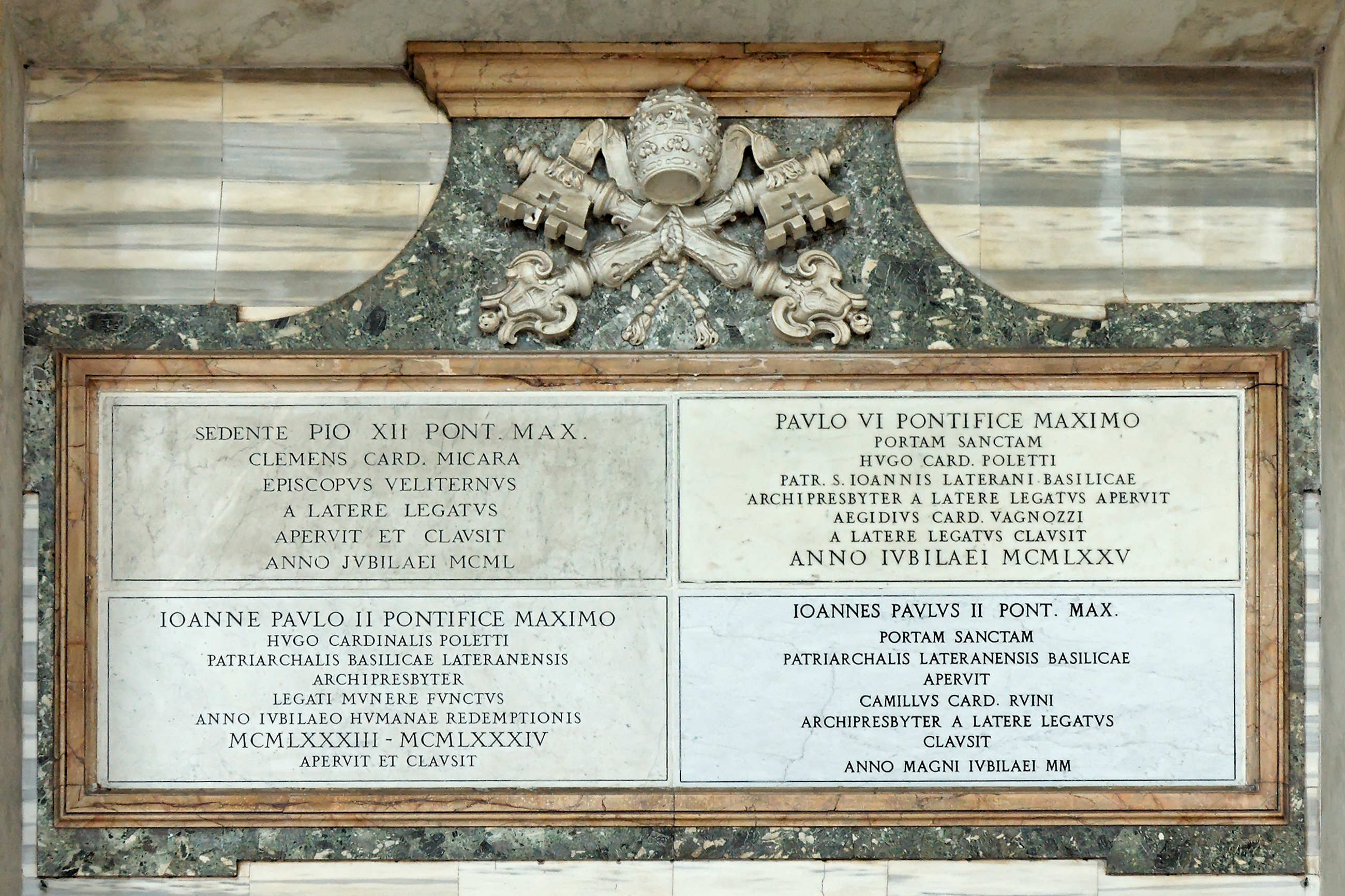
Nápisy připomínající otevření a zavření Svaté brány papeži Piem XII., Pavlem VI. a Janem Pavlem II. (Portikus Lateránské baziliky)

Pius XII. v předvečer Svatého roku, 23. prosince 1949, v předvečer otevření Svaté brány, konal tradiční audienci, při které kardinálové blahopřáli papeži Piu XII. k blížícím se svátkům vánočním a k Novému roku. V odpovědi na slova kardinála děkana Pius XII. mimo jiné řekl: „Víme, jak velké naděje skládáte do tohoto Svatého roku. I my pevně doufáme, že Boží Prozřetelnost chce v něm a skrze něj vykonat divy pro lidskou rodinu ... My sami, jimž Boží Prozřetelnost vyhradila výsadu jej vyhlásit a odevzdat celému světu, cítíme předtuchu jeho důležitosti pro další půlstoletí. Zdá se nám, že Svatý rok 1950 bude rozhodnou chvílí pro kýženou duchovní obnovu moderního světa a rozřeší onu duchovní krizi, která svírá duše našeho času. Kýžený soulad nebeských i pozemských hodnot, božských i lidských, úkol to a povinnost naší generace, se splní, nebo alespoň urychlí, setrvají-li Kristovi věřící pevně ve svých předsevzetích, budou-li důsledně pokračovat v započatém díle a nedají-li se svést prázdnými utopiemi, strhnout stranickými zájmy a egoismy.“
Papež dále znovu přímo oslovil i ty, kteří se vzdálili od Krista a církve, ty, „kteří jsou vzdáleni svým odmítavým a agnostickým postojem k největšímu životnímu problému“, i ty, „kteří tvrdí, že jsou spokojeni s klamným názorem na svět, který upírá prvnímu duchovnímu principu jakékoliv místo ... nebo kteří nesnášejí jeho nezničitelnou přítomnost a nesmyslně žárlí na jeho svrchovanou vládu, když mu vypovídají boj ve snaze udusit svědectví, jež mu vydává všechno tvorstvo i jejich vlastní srdce.“ Tak „trpí vyhnanstvím a osamoceností ve vesmíru, prázdnotou pouště, do níž se sami odsoudili přijetím ateismu“. Vyzval i celý svět, aby se aspoň ve Svatém roce navrátil k původním Božím plánům, neboť se „pokusil setřást lehké jho Boží a současně odvrhl i řád jím určený a s pýchou padlého anděla na počátku stvoření se pokouší o vytvoření světa jiného podle své libovůle“. Závěrem Pius XII. zval všechny křesťany na pouť do Říma, kde u hrobu svatého Petra, nad nímž se tyčí katedra živého vikáře Kristova, smí každý křesťan říci: „Řím je mou vlastí.“ „V lesku bazilik, v kráse slavných obřadů, v šeru starobylých křesťanských hřbitovů, před významnými ostatky světců,“ končí Pius XII., „budete vdechovat ovzduší svatosti, míru a všeobecnosti, jež dodá vašemu životu hlubokou a křesťanskou obnovu.“ Ve večerním tichu se pak nesl na pozdrav nastávajícímu Svatému roku i hlas všech římských zvonů.

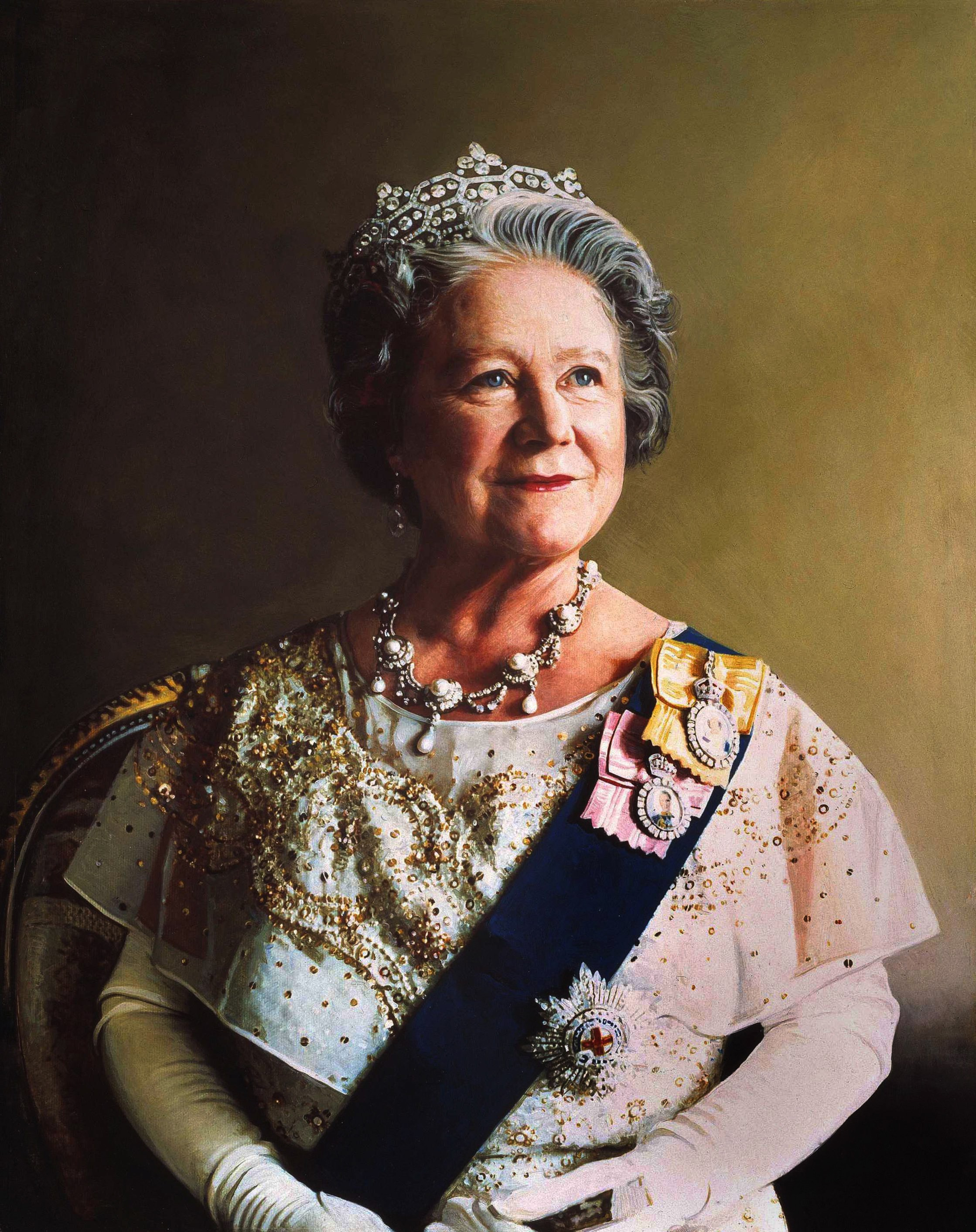
Belgická královna matka Alžběta, která se zúčastnila otevření Svaté brány o Svatém roce 1950

### Otevření Svaté brány
24. prosince 1949 ráno, hodinu před otevřením Svaté brány, byla Svatopetrská bazilika zcela zaplněna prvními poutníky. K otevření Svaté brány vyslala řada států zvláštní delegace. Jiné byly zastoupeny svými vyslanci u Svatého stolce. Československo zastupoval úředník pověřený řízením jeho vyslanectví. Mezi přítomnými nebyla žádná hlava státu, ale za Belgii se zúčastnila královna matka Alžběta. Obřad byl přenášen do celého světa deseti jazyky, mimo jiné i česky. Pius XII. nejprve podle zvyku poklepal na zazděnou Svatou bránu kladívkem, a když bylo zdivo odstraněno, zapěl na prahu slavnostní Te Deum a se svící v ruce a s křížem jí prošel. V onom okamžiku se rozhoupal největší zvon baziliky, užívaný pro slavnostní příležitosti, a po něm všechny zvony Říma. Za jásotu přítomných poutníků posvětil papež nové bronzové dveře, jež byly pak umístěny do veřejí Svaté brány. Darovali je švýcarští katolíci a jsou na nich znaky papežů, kteří v dějinách otevírali Svatou bránu. V 11 hodin svěřil papež péči o Svatou bránu podle starobylého zvyku zástupcům římských zbožných bratrstev. Na otevření přijelo 10 563 poutníků z ciziny. Většina z nich byla přítomna půlnoční mši svaté v bazilice svatého Petra, kterou pro ně sloužil Pius XII. Při ní zazpívali svorně němečtí a rakouští poutníci Stille Nacht. 26. prosince si vykonal Pius XII. s římským duchovenstvem ve Svatopetrské bazilice svou první jubilejní pouť.

### Amnestie
U příležitosti Svatého roku o Vánocích nebo po nich vyhlásila řada států amnestii vězňů. V dekretu podepsaném brazilským prezidentem bylo toto rozhodnutí odůvodněno starobylým starozákonním zvykem propouštění otroků a vězňů v roce židovského jubilea. Ve Španělsku bylo amnestováno 13 000 vězňů, v Chile bylo propuštěno na svobodu 124 vězňů, 697 vězňům byl zmírněn trest. V Dominikánské republice vyhlásil amnestii i diktátor Rafael Leonidas Trujillo a v Japonsku udělil amnestii anglikán vojenský velitel generál Douglas McArthur 46 japonským válečným zločincům, odsouzeným pro menší zločiny. Už od prvních dnů přijížděly tisíce poutníků z celého světa do Říma. Nadšení, jež jeho vyhlášení všude vzbudilo, bylo projevem miliónů křesťanů, kteří se sotva vzpamatovali z útrap nedávné války. Byl to výraz jejich nadějí a víry v novou, lepší budoucnost, vnější projev věrné oddanosti víře, kterou znovu nalezli uprostřed tolika strádání a utrpení, stejně tak jako přesvědčení vyjádřeného Piem XII., že nový, lepší svět nelze budovat bez nového člověka, člověka, který žije z hodnot duchovních, z víry v Krista. Zatímco ve vrcholné organizaci národů světa, ve Spojených národech, nebylo možno odstranit zásadové rozdíly rozdělující národy, Svatý rok byl prvním, skutečně největším, svorným a radostným shromážděním lidstva po druhé světové válce.

### Poutníci

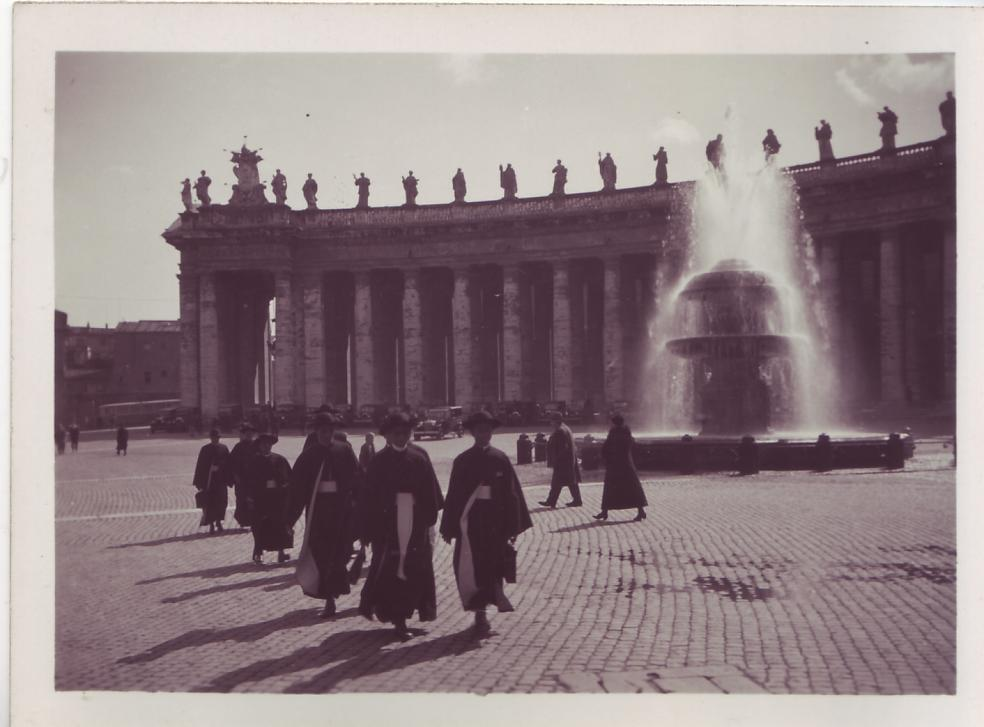
Monsignoři na svatopetrském náměstí ve Svatém roce

Všeobecné radostné nadšení dalo miliony poutníků do pohybu, ale mnohým byly oběti cesty usnadněny, ne-li umožněny všestrannou podporou. Poprvé od zániku papežského státu bylo možno církvi vykonat něco především pro poutníky chudé a potřebné, jak se o ně kdysi starala zvláštní bratrstva. Tentokrát ovšem nešlo o bratrstva, nýbrž o různá dobrovolná sdružení a nakonec i o pomoc jejich domácích zemí. Tak brazilský prezident poskytl všem státním zaměstnancům, kteří si přáli vykonat pouť Svatého roku, 60 dnů placené dovolené. Je to ovšem případ ojedinělý, ale mnohem více bylo možno vykonat přímo na místě pro ty, kteří se už dostali do Říma. Tam byla už na podzim 1949 učiněna opatření proti zvyšování cen, zajištěno zásobování potravinami, a pro chudé poutníky Svatý stolec zřídil zvláštní lidové kantýny, kde se bylo možno nasytit za velice nízkou cenu, neboť zbytek nákladu byl hrazen z církevních peněz. Také ubytování poskytovaly stovky římských církevních ústavů za nominální ceny, a aby i mladí mohli vykonat pouť Svatého roku, bylo pro ně zřízeno péčí italské skautské organizace stanové město s 1600 lůžky, sprchami, kantýnou, kde bylo možno podávat za nízkou cenu současně 500 jídel, s poštou, barem, obchody a poštovním úřadem. Stanové město bylo spojeno se středem Říma autobusovou linkou. Bylo slavnostně vysvěceno a otevřeno na Květnou neděli 2. dubna a pojmenováno po patronu skautů svatém Jiří. Jiné středisko, „svatého Františka“, vysvětil v nově postavené budově 3. dubna monsignore Montini. Mohlo v něm bydlet levně 400 osob najednou a po Svatém roce bylo předáno chudým římským rodinám.

### Smíření s oběťmi II. světové války

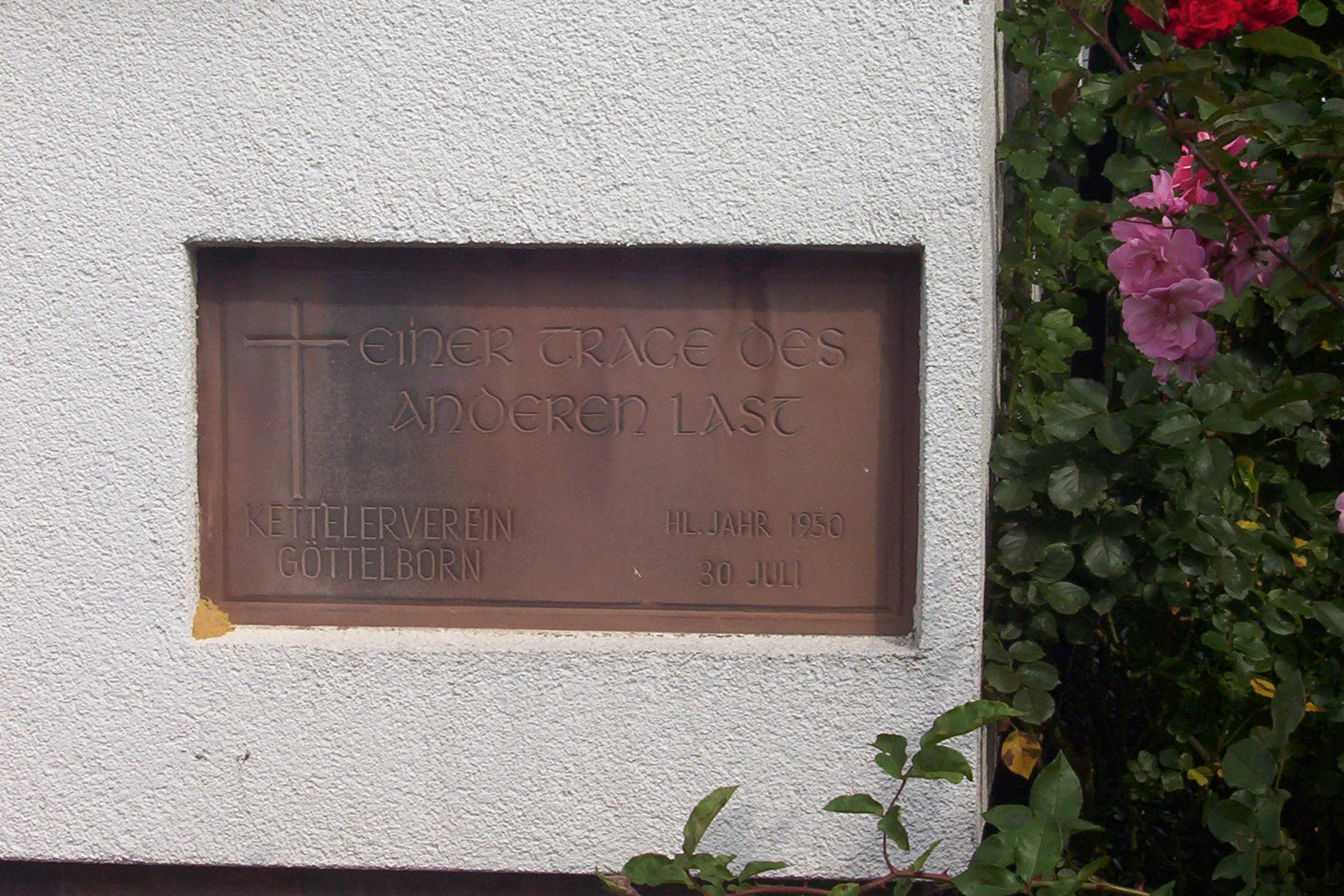
Svatý rok 1950: Pamětní deska na dnes již neexistující Kettelerverein Göttelborn (Pastor-Theis-Straße, čp. 2)

Je fakterm, že Svatý rok 1950 se však netýkal pouze živých. Nedávná válka a její oběti byly až dosud příliš živé. Tak živé, že vzpomínky na ně dosud jitřily rány, jež nepřítel zasazoval nepříteli. Z výzvy Pia XII. k všeobecnému smíření a odpuštění, jehož vyjádřením měl být Svatý rok, vznikla krásná myšlenka projevit křesťanskou lásku i těm, kteří se stali oběťmi vzájemného nelidského vraždění. Mnoho bylo hrobů neznámých padlých v Itálii, neméně jinde, hrobů, o něž se nikdo nestaral, poněvadž rodiny padlých ani o nich nevěděly, nebo žily daleko. V rámci Svatého roku hledali v Itálii a ve Francii skauti tyto zapomenuté hroby a podávali prostřednictvím charitních organizací zprávy příbuzným v Německu a jinde, zatímco Německá katolická charita zjišťovala hroby cizinců, kteří zahynuli za války v Německu. Tak během Svatého roku a po něm řada německých a rakouských poutníků mohla alespoň položit květy na hroby svých padlých. V Německu se zase zavazovaly katolické ženy, že budou zdobit hroby cizinců a že se budou modlit za spásu jejich duše. Mezi tisíci dopisů se octla i poznámka „poněvadž hrob Vašeho bratra je v pásmu okupovaném Rusy, není možno nic podniknout pro udržování hrobu, neboť Rusové se nepřipojili k naší iniciativě“, ale byly to poznámky velmi vzácné, jež budily spíše tichý smutek uprostřed radostného nadšení Svatého roku.

### Průběh Svatého roku
I pro toho, kdo žil během oslav Svatého roku v Římě, je těžko popsat jeho průběh, neboť všechny dojmy splývají v jediný obraz plný jasu a nadšení. Milostivé léto proměnilo Řím v jediný svátek, v jediné Te Deum všech národů za skončení války. Celý svět se sešel u hrobů apoštolů a není možno ani vypočítat všechny skupiny, jež se tam vystřídaly. A mezi poutníky nebyli jen staří. Katolická mládež připutovala do Říma ve statisícových zástupech a vyplnila Svatý rok svým nadšením, neboť právě na mladé lidi dříve nejbolestněji doléhala tíha války a mír jim otevřel nové a jasné obzory. Jejich pestrobarevné kroje a prapory dodaly Svatému roku živost a barvu. Zvláště početné byly skupiny skautů a skautek. Jejich počet nečekaně vzrostl hlavně v zemích, kde byl skauting během války zakázán. Stejně nemožné je vypočítat všechny sjezdy, jež se konaly v Římě během Milostivého léta, neboť nejen katolické akademie a organizace, ale i mnoho společností světského rázu si zvolilo Řím za své sjezdové město. Pius XII. ve svém vánočním poselstvím před zahájením Milostivého léta zdůraznil, že Svatý rok „nemá být hlučným svátkem, záminkou ke zbožným roztržitostem, ani marnivým vynášením katolických sil, jak tomu rozumí svět, který považuje za veliký úspěch chvilkový souhlas davů. Svatý rok má především způsobit niternou obrodu ctností v lidských duších, má být rokem velikého návratu k Bohu a odpuštění v době odpadu a vin nedávných dnů.

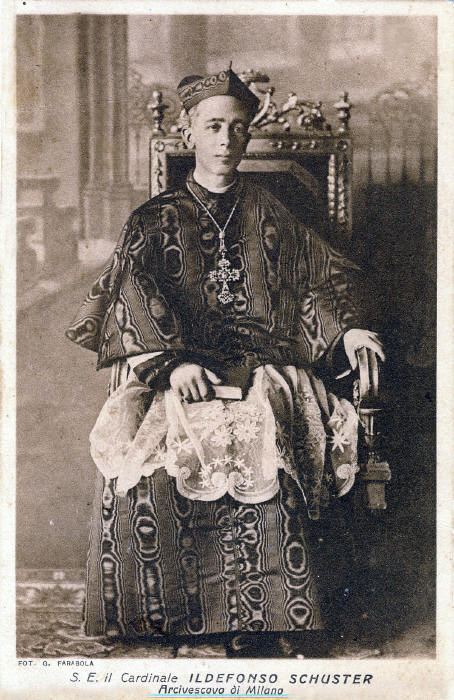
Bl. kardinál Schuster, účastník Svatého roku 1950

Svatý rok si skutečně zachoval usebraný ráz, takže když se ptali starého milánského arcibiskupa, kardinála Schustera, co nového v Římě viděl, odpověděl: „Řím se stal především městem modlitby. V bazilikách, na náměstích, podél ulic jsou vidět jen skupiny poutníků z celého světa. A jsou to všichni lidé, kteří se tam přišli modlit a modlí se rozhodně daleko víc než během tří předešlých jubilejních roků, na něž se ještě pamatujeme.“
Proto, aby někdo získal odpustky, bylo třeba jednou navštívit čtyři hlavní baziliky a pomodlit se tam určené modlitby. Celé dny bylo možno sledovat usebraná procesí poutníků, jak se zpěvem přicházela za křížem ke Svatým branám, kde se pomodlila, a pak vstoupila do bazilik. Tam se neustále ozývaly hlasité modlitby a zpěvy ve všech jazycích světa. 43 poutníků z Indonésie se např. modlilo předepsané modlitby, každý ve svém domácím dialektu.
Překvapivě mnoho poutníků se sjíždělo do Říma na blahořečení a svatořečení. K blahořečením došlo mezi lednem a březnem, zatímco mezi dubnem a červencem bylo 10 blahoslavených prohlášení za svaté. Byly mezi nimi zastoupeny zejména zakladatelky ženských řádů. Jako první byl 22. ledna prohlášení za blahoslaveného římský kněz Vincenzo Pallotti, nazývaný též apoštol Říma. Velmi slavné bylo 5. března blahořečení mladého studenta Dominika Savia, duchovního syna sv. Dona Bosca. Zúčastnili se jej i vzdálení příbuzní blahoslaveného a tisíce salesiánů spolu s 30 000 věřících, hlavně mladých. Stejně slavná byla kanonizace blahoslavené Marie Goretti, mladičké mučednice za čistotu z počátku našeho století. Účastnil se jí i italský prezident, zástupy věřících z celé Itálie a její stařičká matka Assunta, která přihlížela obřadu z okna apoštolského paláce s dvěma dcerami-řeholnicemi, i její kající vrah. Bratři nové světice Angelo a Mariano nesli v procesí po svatořečení kanonizační korouhev. Obřad se konal poprvé v dějinách večer na náměstí Sv. Petra. Statisícový dav zpíval Te Deum a Vatikánský rozhlas vysílal obřad do celého světa.
Neméně slavné byly obřady Svatého týdne a velikonoční spojené se slavnostním požehnáním Orbi et Urbi, jež onen rok uděloval Pius XII. několikrát. Zvláště usebraný ráz měla i slavnost Božího Těla. Podruhé v moderní době se konalo eucharistické procesí na Svatopetrském náměstí. Z města Orvieta byl přinesen i uctívaný korporál potřísněný Kristovou krví. K zázraku zavdal podnět kanovník Vyšehradské kapituly Petr z Prahy při mši svaté v Bolseně na jaře roku 1264 a za dva měsíce nato zavedl nový svátek papež Urban IV. pro celou církev. Korporál byl slavnostně nesen v průvodu. Uzavírala jej nosítka, na nichž byla monstrance s Nejsvětější svátostí, před níž klečel na klekátku v adoraci Pius XII. Ten pak udělil před bazilikou eucharistické požehnání. Nakonec všichni na náměstí zazpívali Credo, ale Pius XII. se musel později ještě několikrát ukázat v okně své pracovny zástupům.
V červnu 1950 byly otevřeny v novém paláci, postaveném Piem XII., různé výstavy o životě církve. Výstava lásky ukazovala práci církve pro zmírnění bolesti ve světě. Dále byla uspořádána výstava katolických činností ve světě, chrámového umění, církví východního obřadu a výstava umění z misijních oblastí.

### Audience

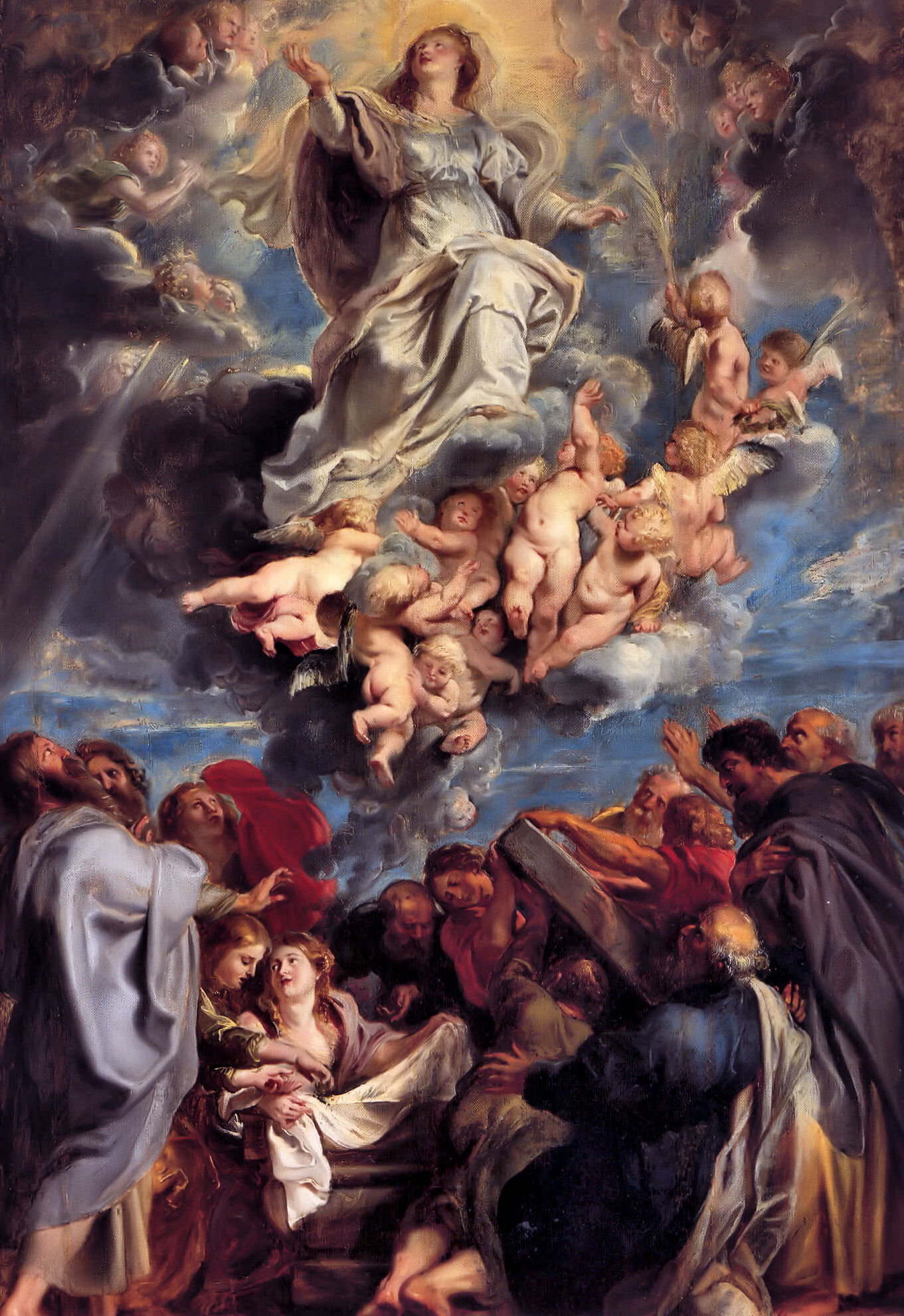
P. P. Rubens: Nanebevzetí Panny Marie, které bylo prohlášeno za dogma ve Svatém roce 1950

Počet poutníků neustále vzrůstal. Často se ani nevešli do baziliky a po generální audienci musel Pius XII. vycházet až na náměstí, aby ho mohli spatřit i ti, kdo se nedostali dovnitř. Některé audience se konaly přímo na náměstí a neúnavný papež každý den přijímal jednotlivce i celé skupiny.
Byli i poutníci, kteří přišli do Říma pěšky. 72letý dělník Pacifico Sergenti ušel pěšky 200 km, aby získal jubilejní odpustky a papežské požehnání. Ze Charleroi v Belgii přišel horník Herman Sayette s dvanáctiletým synkem Hermanem. Na koni přijel z Paříže za 21 dní instruktor Hovine. Jiní poutníci přinášeli na ramenou dřevěné kříže a nechávali je v předsíni Svatopetrské baziliky, kde se jich postupně nahromadil značný počet. Z ostrova Mallorky přijelo na kanoích 12 studentů. Mnoho poutníků přiváželo i dary. Francouzští katolíci věnovali v lednu 1950 Sv. Otci novou televizní vysílací stanici a v dubnu nato holandští věřící novou vysílací stanici, jež měla nahradit dávno překonanou stanici Marconiho z roku 1933. Během Svatého roku Pius XII. vydal i dva důležité okružní listy: jeden o svatosti života kněží Menti Nostrae a pak 12. srpna Humani Generis, ve kterém zaujal stanovisko proti nedokázané vývojové teorii, zneužívané dialektickým materialismem, proti falešnému historicismu a irenismu a proti dogmatickému relativismu.
Událostí, která předčila ostatní, bylo vyhlášení článku víry o Nanebevzetí Panny Marie. Mezi lety 1849–1940 došlo 2 505 žádostí biskupů, 39 teologických fakult, 83 000 kněží a osmi milionů věřících. Po předběžných poradách s biskupy Pius XII. 15. srpna oznámil, že 1. listopadu vyhlásí za dogma, že Rodička Boží byla po skončení pozemského života vzata s duší a tělem na nebe. Stalo se to 1. listopadu 1950 apoštolskou konstitucí Munificentissimus Deus. K vyhlášení došlo za účasti půlmiliónového zástupu, kterému zdaleka nestačila prostora Svatopetrského náměstí.

## UzavřeníSvatých bran

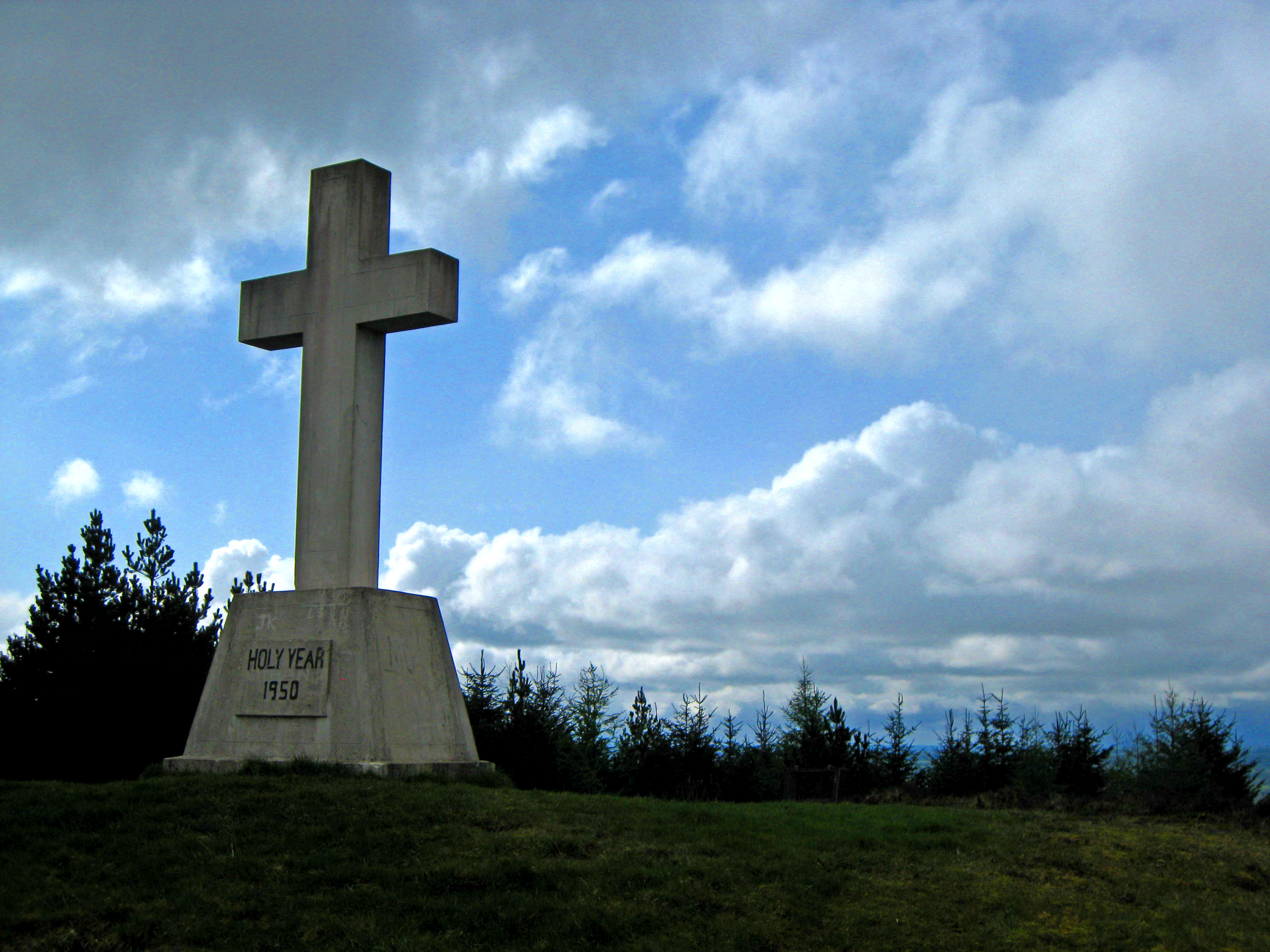
Kříž ke Svatému roku 1950

V tajné konzistoři 11. prosince 1950 Pius XII. jmenoval kardinály legáty k uzavření tří Svatých bran a ve vánočním poselství pak vzpomněl i „velkých nepřítomných“. Řekl: „Těmto Kristovým vyznavačům, kteří nosí nespravedlivě viditelná i neviditelná pouta, kteří trpí potupu pro Kristovo jméno, posíláme na závěr tohoto Svatého roku Náš pohnutý, otcovský a vděčný pozdrav.“ 
Byla to slova, která se týkala i Československa. V Milostivém létě bylo zastoupeno jen hrstkou věřících, kteří se sjeli do Říma z ciziny, zatímco doma se nesměla konat procesí ani pobožnosti. V noci z 13. na 14. duben byly Akcí K rozpuštěny všechny mužské kláštery, řeholníci internováni, někteří z nich odsouzeni pro víru do vězení a na sklonku Svatého roku byli odsouzeni pro údajnou velezradu a špionáž jako agenti Vatikánu: litoměřický biskup Štěpán Trochta, 2 opati a 3 pražští kanovníci, tajemník arcibiskupa Berana a salesiánský kněz. Modlitba Svatého roku, složená Piem XII., byla zakázána, neboť v ní byla slova: „Vrať domov uprchlíkům a vězněným.“ Milostivé léto 1950 skončilo stejně slavně, jako začalo, když za zpěvu hymnu Coelestis Urbs Hierusalem Pius XII. uzavřel 24. prosince na čtvrt století Svatou bránu Svatopetrské baziliky.

#### Studie a články
- Anni Santi (Gli). Torino: [s.n.], 1934. (italsky)
- BARGELLINI, Piero. L'Anno Santo nella storia, nella letteratura e nell’ arte. Florencie: [s.n.], [1974]. 318 s. (italsky)
- CASTELLI, Giulio. Gli Anni Santi. Il grande perdono. Rocca S. Casciano: [s.n.], 1949. (italsky)
- CECCHETTI, I. The Sublime City. Washington – Řím: Frediani G, 1950. (anglicky)
- CECCHETTI, I. Roma nobilis. L’idea, la missione, le memoria. Il destino di Roma. Řím: Cechetti I., 1950. (italsky)
- Storia e typografia dell’ Anno Santo. Vatikán: Comitato centrale per l’Anno Santo, 1974. (italsky)
- DE BLASI, Jolanda. Giubileo. Racconto di sei secoli e mezzo (1300–1950). Florencie: Del Turco Ed., 1950. 624 s. (italsky)
- DI MEGLIO, S. Breve storia dell’Anno Santo. Siena: [s.n.], 1973. (italsky)
- DUMEIGE, G. L’accueil de Rome aux pelegrins du Jubilé de 1575 (přednáška v Centre d’Études saint Louis de France, 10. prosince 1974). [s.l.]: [s.n.] (francouzsky)
- DVPRÉ THESEIDER, E. Roma dal Comune del popolo alla Signoria pontificia (1252–1377). [s.l.]: [s.n.], 1952. (italsky)
- FRUGONI, A. La devozione dei Bianchi del 1399. In:  L’attesa dell’età nuova nella spiritualità della fine del medio evo. [s.l.]: Todi, 1962. S. 232–248. (italsky)
- GALUZZI, A. Gli Anni Santi nell’età moderna, v: Schede di storia della Chiesa nell’età moderna. Řím: [s.n.], 1994–19952. S. 265–324. (italsky)
- GORDINI, G. D. Storie dei pellegrini, di briganti e di anni santi, (Chiesa sotto inchiesta, 3). Torino: [s.n.], [1974]. (italsky)
- MARONI LOMBROSO, M; MARTINI, A. Le confraternite romane nelle loro Chiese. Řím: [s.n.], 1963. (italsky)
- MARTIRE, E. Santi e Birboni. Luci ed ombre nella storia dei giubilei. Milano: [s.n.], 1950. (italsky)
- MELIS, F. Movimenti di popoli e motivi economici nel giubileo del 1400; v: Miscellanea Gilles Gerard Meerseman, I,. Padova: [s.n.], 1970. S. 343–367. (italsky)
- Mostra documentaria degli Anni Santi (1300–1975). Vatikán: [s.n.], 1975. (italsky)
- PASTOR, L., von. Storia dei papi dalla fine del medio evo ..., 20 sv.. 1950–1963 (fototypické vyd. 1971). vyd. Řím: [s.n.] (italsky)
- POLC, Jaroslav Václav. De origine festi Visitazione. Řím: (Coronas Lateranensis, 9A), 1967. (italsky)
- POLC, Jaroslav Václav. La festa della Visitazione e il Giubileo del 1390. Rivista di storia della Chiesa in Italia 29. 1975, s. 149–172. (italsky)
- SCHMIDT, H. Bullarium Anni Sancti. Řím: [s.n.], 1949. (latinsky)
- SECRET, F. Le „Tractatus de anno Jubilaei de Lazaro da Viterbo. Grégoire XIII e la Kabbale chrétiénne, Rinascimento“, serie II., 6. 1966, s. 305–333. (italsky)
- Storia e topografia dell’Anno Santo. Vatikán: Comitato centrale per l’Anno Santo, 1974. (italsky)

#### Periodika
- Acta Sanctae Sedis (–1904). Acta Apostolicae Sedis. (–1904). (latinsky)
- Anno Santo, Řím. 1973–1975. (italsky)
- Civiltà Cattolica (La), Řím (italsky)
- Jubilaeum. Ephemerides Anni Sancti, Città del Vaticano. [1974/1975].
- Nový život, Řím
- L'Osservatore Romano, Città del Vaticano (italsky)